# بيدفيست ويتس
بيدفيست ويتس (بالإنجليزية: Bidvest Wits) نادي كرة قدم جنوب أفريقي يقع في ضاحية برامفونتين، جوهانسبرغ تم تأسيسه عام 1921 ويلعب في دوري جنوب أفريقيا الممتاز لكرة القدم. 

## إنجازات النادي
- دوري جنوب أفريقيا (مرة واحدة):

2016-17
- كأس جنوب أفريقيا (مرتين):

1978، 2009–10
- كأس جنوب أفريقيا للثمانية الكبار MTN 8 (مرة واحدة):

1984، 1995، 2016

## وصلات خارجية
- بيدفيست ويتس  على فيسبوك.
- Bidvest Wits PSL Club Info